# KV Eigun
KV Eigun (W310) – patrolowiec Norweskiej Straży Wybrzeża, należący do południowego dywizjonu tych sił. Jego portem macierzystym jest baza morska Haakonsvern w Bergen. Został zbudowany w 1959 r. jako trawler przez Yvc Ysswelfer w Rotterdamie w Holandii, gdzie ochrzczono go imieniem „Thomas W. Vinke”. Rok później nazwę zmieniono na „Thordr”. Nosił ją do roku 1970, kiedy zmieniono ją na „Endre Dyroy”. Imię „Eigun” otrzymał w kwietniu 2001 roku. Jego wyporność wynosi 1449 ton.